# Varan komodský
Varan komodský (Varanus komodoensis), známý také jako komodský drak, je velký ještěr obývající indonéské ostrovy Komodo, Rinca, Flores, Gili Dasami, Gili Motang a Padar. Je to největší (co se hmotnosti a celkové mohutnosti týče) zástupce čeledi varanovitých (Varanidae) a nejmohutnější žijící ještěr vůbec. Dospělí jedinci dosahují typicky délky okolo 2,6 m a hmotnosti přibližně 50 kg, největší zaznamenaný exemplář měřil 3,13 m a vážil 166 kg (včetně nestrávené potravy).
Neobvykle velké rozměry varana komodského byly přičítány ostrovnímu gigantismu, jelikož v jeho ekologické nice se jiní velcí dravci nevyskytují. Novější výzkumy ovšem ukazují, že druh je pravděpodobně reliktem australské megafauny období pleistocénu.
Vzhledem ke své velikosti je varan komodský dominantním druhem ekosystému, který obývá. Jeho kořist tvoří bezobratlí, ptáci, plazi i savci. Živí se jak zdechlinami, tak živou kořistí, přičemž strava dospělého jedince je tvořena především jeleny, divokými prasaty a buvoly. Dokáže najednou zkonzumovat potravu o ekvivalentu 80 % své váhy, ovšem díky pomalému metabolismu následně vydrží nejíst i několik týdnů. Může napadnout i člověka. Je mu přičítán otrávený skus. Původní domněnky hovořící o toxických bakteriích ve slinách byly zřejmě mylné, magnetická rezonance však prokázala přítomnost jedových žláz v dolní čelisti. Tyto žlázy produkují jedovaté bílkoviny, působící mimo jiné jako antikoagulanty (látky zabraňující srážení krve).
K páření dochází mezi květnem a srpnem, vejce samice klade v srpnu či září. Kolem 20 vajec samice zahrabává do hnízd tabonů nebo do vlastními tlapami vyhrabané jámy. Inkubace trvá 7 až 8 měsíců. Mladí varani se klubou v dubnu, na konci období dešťů, kdy je největší výskyt hmyzu sloužícího jim v prvních týdnech života jako hlavní potrava. První měsíce a léta života jsou velmi zranitelní, tráví proto většinu času na stromech, v relativním bezpečí před predátory a kanibalistickými dospělými jedinci. Dospívají v 8 až 9 letech života, dožít se mohou až 30 let.
Západní svět se o existenci varanů komodských dozvěděl teprve roku 1912, kdy byla publikována zpráva nizozemského přírodovědce Petera Ouwense. Ten druh popsal na základě fotografií a kůže získaných expedicí vyslanou nizozemskou koloniální správou na ostrov Komodo v roce 1910, za účelem prověření zpráv o tam se vyskytujících „dracích“. Velikost a hrozivá reputace činí z varanů komodských populární exempláře zoologických zahrad. V přírodě se jejich areál výskytu kvůli lidským aktivitám zmenšuje, Mezinárodní svaz ochrany přírody druh vede jako ohrožený. Jsou chráněni indonéskými zákony, za účelem jejich ochrany byl v roce 1980 založen Národní park Komodo, dnes součást Světového dědictví UNESCO.

## Etymologie
Varan komodský je běžně označován jako „komodský drak“. Rodové jméno Varanus pochází z arabského slova waral – ورل, (alternativním přepisem waran). Semitský kořen ouran, waran, či waral znamená drak či ještěr. Druhové jméno komodoensis odkazuje na indonéský ostrov Komodo, kde žije největší populace těchto ještěrů.
Domorodci z ostrova Komodo používají názvy ora, buaya darat (pozemní krokodýl) nebo biawak raksasa (obří či ďábelský varan).

## Taxonomie afylogeneze
Druh popsal v roce 1912 nizozemský přírodovědec a kurátor Zoologického muzea v jávském Bogoru Peter Ouwens pod dodnes platným vědeckým názvem Varanus komodoensis.
Podle současné (rok 2020) fylogenetické systematiky se řadí do podrodu Varanus, kde spolu se sesterským druhem varan pestrý (Varanus varius) tvoří nejbazálnější větev ve fylogenetickém stromu recentních druhů tohoto podrodu.
Starší teorie předpokládaly, že mimořádná velikost varana komodského je výsledkem ostrovního gigantismu. Podle těchto teorií se varan komodský mohl vyvinout například jako specializovaný lovec trpasličích slonů (Stegodon florensis), kteří v prehistorických dobách obývali ostrov Flores. Novější teorie ovšem naznačují, že varan komodský je pozůstatkem australské megafauny období pliocénu a pleistocénu.
Australští varani dosahovali v prehistorických dobách skutečně obřích rozměrů (u druhu Varanus priscus se udává délka kolem 6 m a váha přes 600 kg). Stáří fosilních pozůstatků velmi podobných varanu komodskému nalezených v Queenslandu bylo odhadnuto na 3,8 milionu let, což nasvědčuje tomu, že evoluce varana komodského proběhla ještě v Austrálii, před jeho rozšířením do Indonésie. Na ostrově Flores si varan komodský udržel svojí velikost nezměněnou nejméně posledních 900 000 let, skrz turbulentní období poznamenaná vymřením ostrovní megafauny a příchodem raných hominidů (před cca 880 000 lety). Stoupání hladiny moří po skončení poslední doby ledové (cca 110 000 až 12 000 př. n. l.) zaplavilo dříve odhalené části kontinentálního šelfu a varan komodský zůstal uvězněn na izolovaných ostrovech, které tvoří jeho dnešní areál výskytu.
Genetickou výbavu varana komodského tvoří diploidní karyotyp 2n = 40 chromozomů.

## Popis

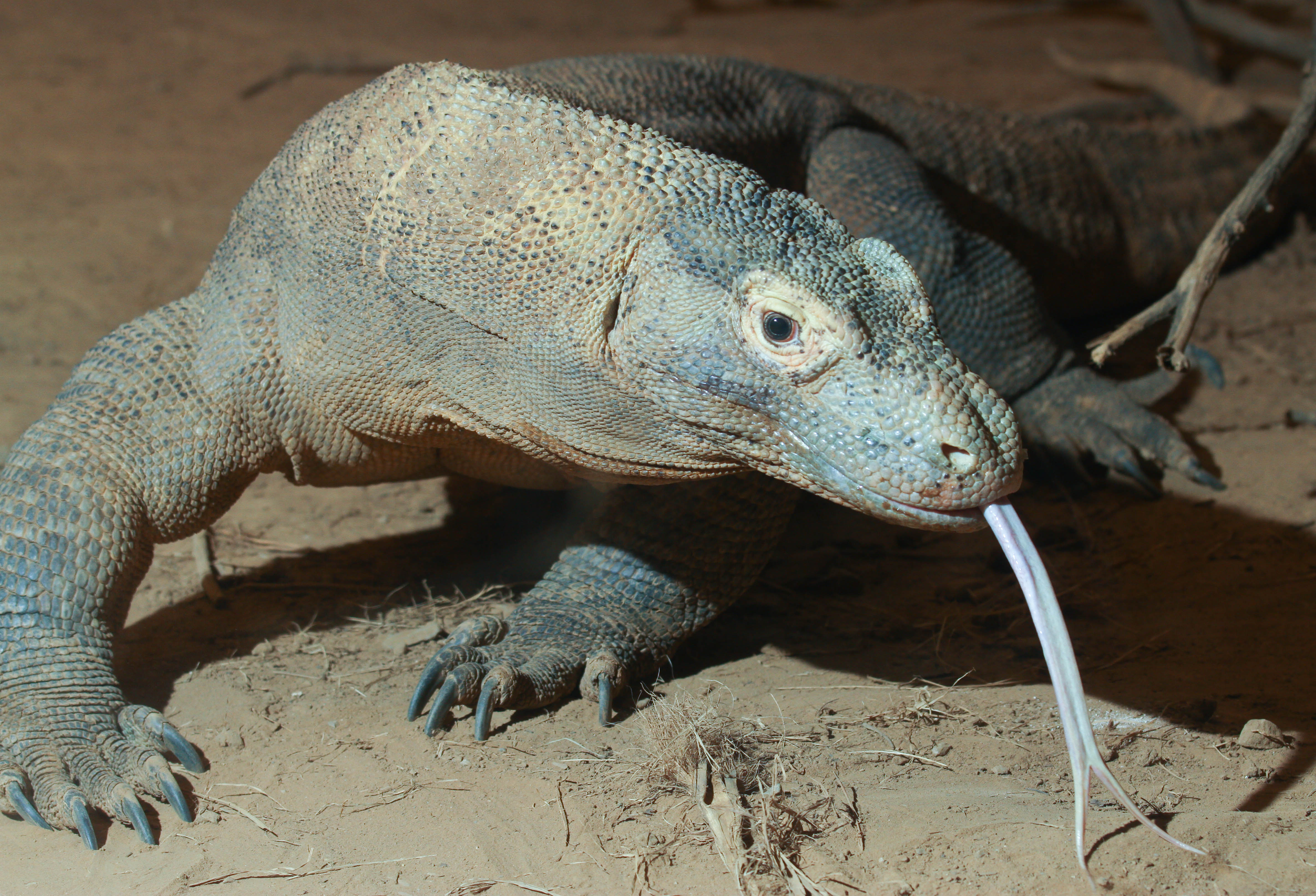
Varan komodský – hlava a ramena. Dobře patrný je dlouhý rozeklaný jazyk.

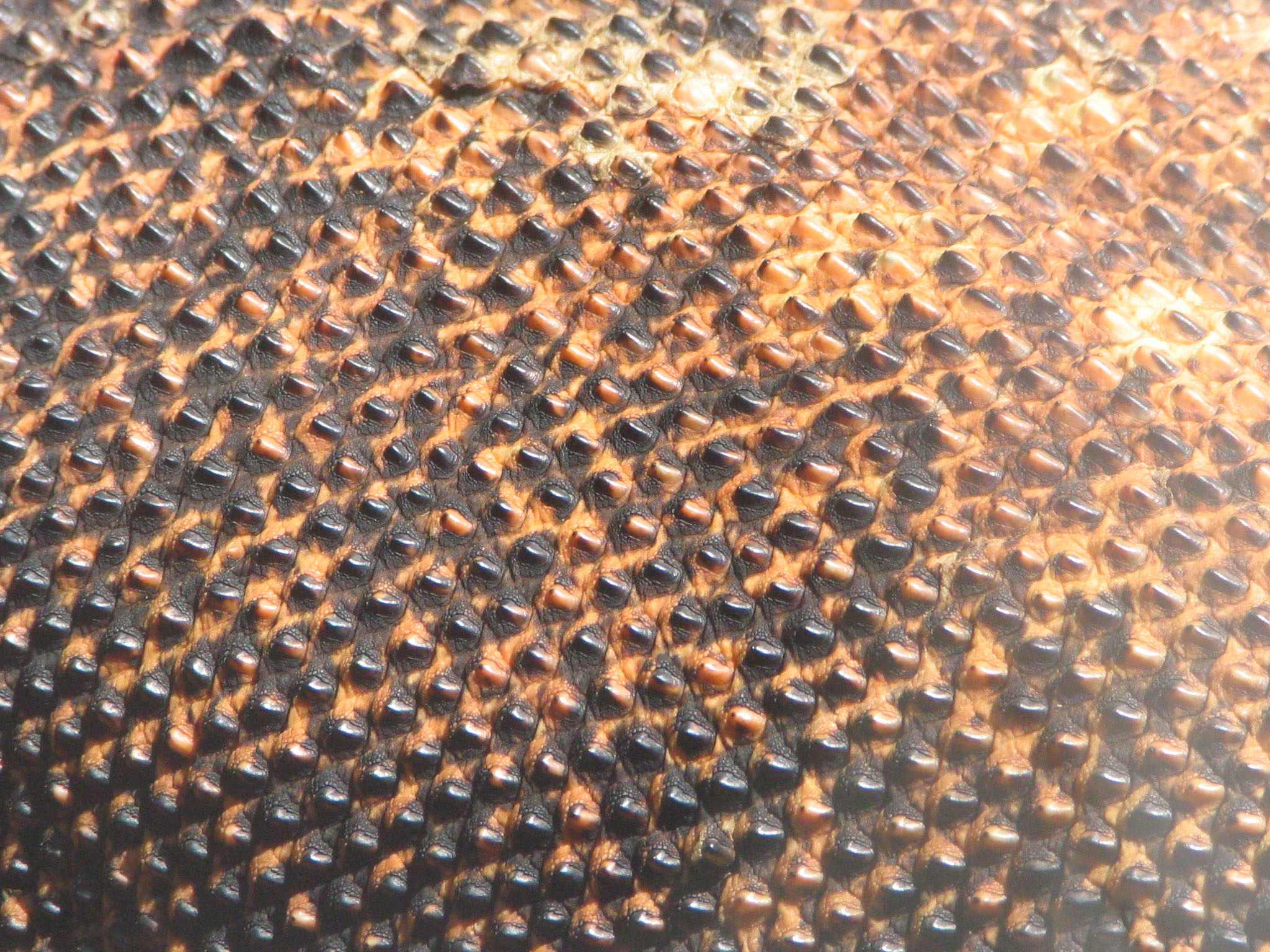
Kůže varana komodského zblízka

Varan komodský je nejtěžší žijící druh ještěra. Některé druhy varanů (obvykle je uváděn varan Salvadoriův nebo varan skvrnitý) mohou měřit na délku přibližně stejně či dokonce poněkud více než varan komodský, ale ten je jednoznačně předstihuje svou mohutností. Herpetolog Walter Auffenberg, jenž jako první varany podrobně studoval, uvádí, že typický dospělý jedinec měří na délku (včetně ocasu) 260 cm a váží 54 kg. Samci jsou větší než samice. Rozměry se ovšem regionálně velmi liší a především hmotnost má co do činění s dostupností velké kořisti, což ukázal rozsáhlý výzkum provedený v letech 2003 a 2004 na celkem 515 jedincích. Přinesl následující výsledky. Nejhmotnější varan vážil 87,4 kg, nejdelší měřil celkově 304 cm (při hmotnosti 81,5 kg). Typické hodnoty byly ovšem daleko menší. Varani z ostrova Komodo vážili v průměru 23 kg (při délce těla, tedy bez ocasu, 92 cm), z ostrova Rinca 21 kg (při délce těla 86 cm), z ostrova Nusa Kode 11 kg (při délce těla 83 cm) a z ostrova Gili Motang 8 kg (při délce těla 75 cm). Opravdu velcí varani z ostrovů Komodo a Rinca byli podstatně hmotnější než velcí jedinci ze dvou menších ostrovů. 15 procent největších varanů z ostrova Komodo vážilo průměrně 66 kg při délce těla 146 cm, zatímco 15 procent nejhmotnějších varanů z ostrova Gili Motang vážilo 14 kg při délce těla 97 cm. Zásadní roli v těchto rozdílech hraje nejspíše hustota velké kořisti v podobě jelenů na jednotlivých ostrovech. Do vzorku nebyli zahrnuti velmi mladí jedinci žijící na stromech a do vážení nebyli započítáni čerstvě nažraní varani s tím, že nestrávená potrava může zvýšit hmotnost až o 20 kg. Údaje, které se objevují v tercierní literatuře, jsou daleko vyšší než běžné hodnoty a evidentně uvádějí nikoliv typické rozměry, nýbrž extrémy. Podle knihy Animal váží v přírodě varan komodský obvykle kolem 70 kilogramů, jedinci v zajetí však často více. Podle Guinnessovy knihy rekordů dosahuje průměrný dospělý samec hmotnosti mezi 79 a 91 kg a měří 2,59 m, průměrná dospělá samice pak váží 68 až 73 kg a měří 2,29 m. Rekordní míry měl jedinec dlouhý 3,13 m a vážící 166 kg (včetně nestráveného jídla).
Varan komodský má ocas dlouhý zhruba stejně jako tělo. V čelistech má kolem 60 vroubkovaných zubů o délce až 2,5 cm, které se často obměňují. Špičky a pilovité hrany varaních zubů pokrývá vrstva oranžového povlaku obsahující koncentrované železo, které zuby činí mimořádně tvrdými a odolnými proti opotřebení. Sliny jsou často zbarveny krví, jelikož zuby jsou téměř kompletně překryté dásňovou tkání, která se během krmení přirozeně odírá. Dlouhý žlutý jazyk je hluboce rozeklaný. Kůže je zesílena obrněnými šupinami. Ty obsahují drobné kostěné výztuhy (osteodermy), které fungují jako přírodní obdoba plátového brnění. Hrubá kůže varana komodského není příliš vhodná k průmyslovému využití.
Čerstvě vylíhlí varani mají hnědý vzor s velkými žlutými a oranžovými skvrnami na hřbetě a na čumáku. Od spánků po přední končetiny je barva světle šedá s bílými skvrnami. Spodní část těla je světle žlutá s velkými tmavými fleky. Tento barevný vzor s postupujícím věkem mizí. Subadultní jedinci mají stále přítomnou světlejší barvu na čumáku, zvláště samice, ale zbytek těla je zemitě hnědý. Dospělí jedinci jsou jednolitě hnědí, ovšem samice mohou mít zeleno-hnědý čumák.

### Smysly
Podobně jako ostatní varani i varan komodský má jen jedinou sluchovou kůstku – třmínek. To znamená, že je omezen na frekvence mezi 400 a 2000 Hz, na rozdíl od člověka, který slyší zvuky o frekvencích 20 až 20 000 Hz. Původně se vědci domnívali, že varani komodští jsou zcela hluší, neboť nevykazovali reakce na pískání, zvýšený lidský hlas či křik. Tato domněnka však padla, když zaměstnankyně londýnské ZOO Joan Proctorová naučila chovaného jedince přijít si pro krmení, když uslyší její hlas, a to i když ona sama nebyla v dohledu.
Varan komodský je schopen zrakem vnímat objekty ve vzdálenosti až 300 m, jelikož však jeho sítnice obsahuje pouze čípky, předpokládá se, že má velmi špatné noční vidění. Je schopen vnímat barvy, ale má problémy s rozlišováním nehybných objektů.
Jazyk je podobně jako u řady dalších plazů používán k detekci jak chuťových, tak čichových vjemů z širokého okolí. Při příznivém větru, když varan za chůze dle svých zvyklostí kývá hlavou ze strany na stranu a pravidelně vyplazuje jazyk, může vycítit zdechlinu na vzdálenost 4–9,5 km. Malé množství běžných chuťových buněk se nachází v hrdle.
Šupiny jsou vybaveny sensorickými destičkami, které zprostředkovávají hmatové vjemy. Šupiny kolem uší, rtů, na bradě a na chodidlech mohou mít tři i více sensorických destiček.

## Výskyt
Výskyt varana komodského je omezen na souostroví Malé Sundy, konkrétně na celkem 8 lokalit na indonéských ostrovech Flores (3 oddělené subpopulace), Komodo, Rinca, Gili Dasami, Gili Motang a Padar o celkové rozloze 809 km2. Na ostrově Padar, ležícím mezi ostrovy Komodo a Rinca, byl varan komodský od 70. let 20. století do roku 2004 označen za vyhynulého, ale poté území znovu osídlil. Na ostrově Flores obývá pobřežní oblasti na západě a severu ostrova.
Ostrovy Komodo, Rinca, Gili Dasami a Gili Motang jsou součástí Národního parku Komodo. Přísné ochraně podléhají i některé oblasti výskytu varana komodského na Floresu.

## Biologie aekologie

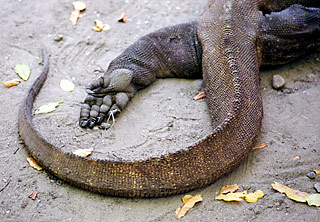
Noha a ocas

Varan komodský preferuje suchá a teplá místa, proto se většinou zdržuje v otevřené travnaté savaně či v tropickém lese v nižších nadmořských výškách.
Je aktivní výhradně ve dne. Ve svém přirozeném prostředí vychází z úkrytu před úsvitem (cca 4.30 až 6.15). Následně si na vhodném místě v těsné blízkosti úkrytu zvyšuje tělesnou teplotu sluněním, což trvá obvykle kolem dvou hodin, v případě nepřízně počasí však i podstatně déle. Období fyzické aktivity (hledání kořisti atd.) začíná obvykle mezi 8 a 9 h, dopolední vrchol nastává kolem 10 h, odpolední pak kolem 15.30. Po 17 h už si začíná vyhledávat místo k nočnímu odpočinku, aktivita ustává mezi 18 a 19 h. Po 19 h již obvykle spí, i když někteří jedinci zůstávají vzhůru až do 23 h, ovšem již bez výrazné fyzické aktivity. Podobný denní cyklus lze pozorovat i v zajetí.
Varan komodský je schopen poměrně rychlého běhu na krátkou vzdálenost, při kterém vyvine rychlost až 20 km/h. Také se dovede potápět do hloubky až 4,5 m. Mladí jedinci za pomocí svých silných drápů zdatně šplhají po stromech. Dospělí varani drápy používají především jako zbraně, jejich velikost činí šplhání nepraktickým. Aby dosáhl na kořist, může se varan komodský postavit na zadní nohy, přičemž se podpírá ocasem.
Jako úkryt si dospělí jedinci vyhrabávají noru o délce 1 až 3 m. Díky svým velkým rozměrům a zvyku spát v těchto doupatech je dospělý varan schopen udržet si přes noc teplo a zkrátit tak dobu potřebnou následujícího rána k zahřívání. Během nejteplejší části dne odpočívají varani ve stínu. Odpočinková místa, nacházející se obvykle na vyvýšeninách, přes které fouká chladný mořský vánek, si značí výměšky a zbavují je vegetace. Slouží jim také jako strategické pozice, na kterých číhají na zvěř.

### Potrava

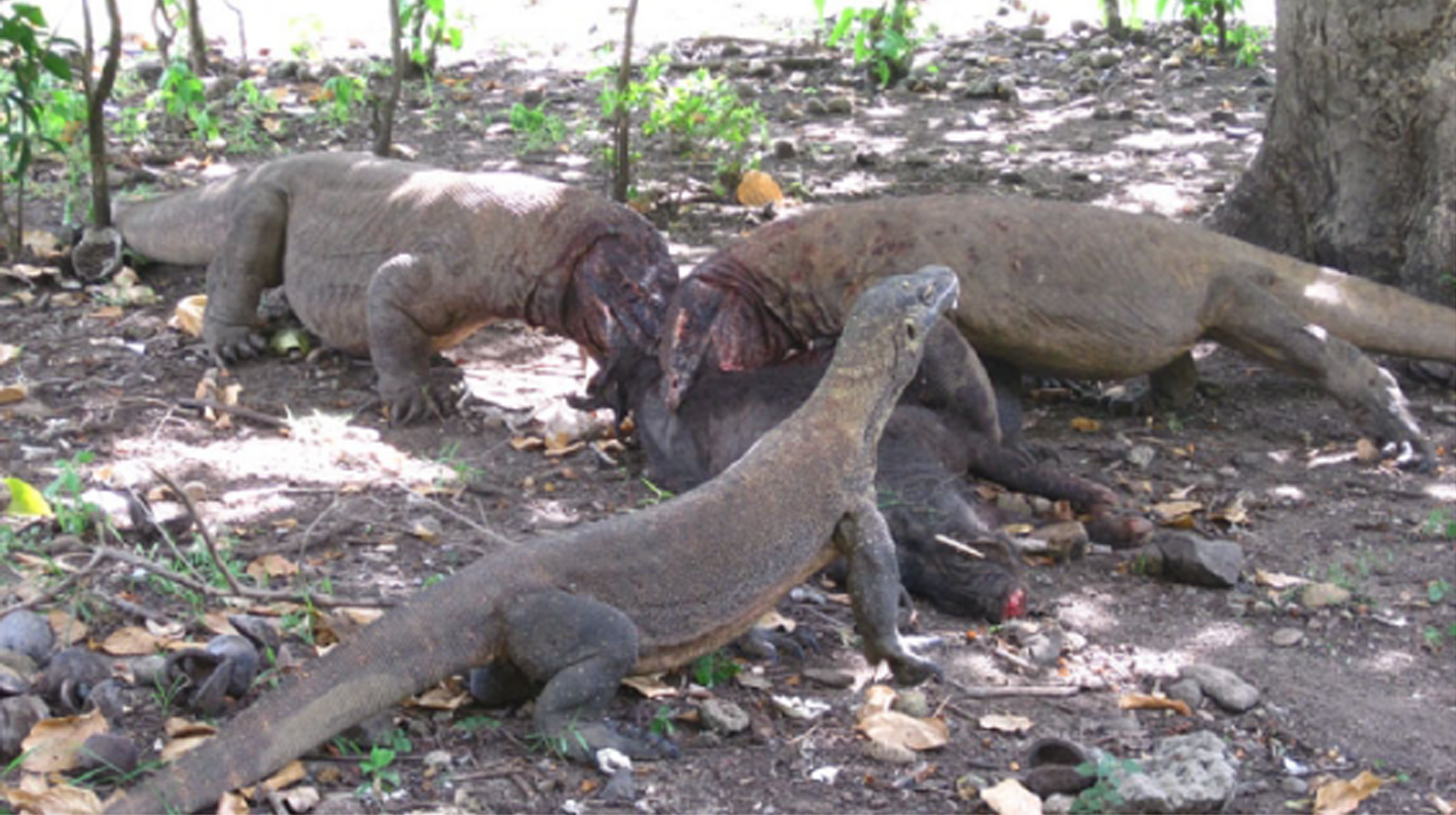
Varani komodští požírající ulovené prase páskované (Sus scrofa vittatus)

Varan komodský je masožravec. Významnou část jeho potravy tvoří mršiny, je však také zdatný lovec. Není ovšem ekologický analog dravých savců (vrcholných predátorů) v jiných ekosystémech, neboť nereguluje tolik početnost své kořisti.
Široké spektrum potravy varana komodského tvoří:
- bezobratlí: kobylky, brouci, vzácně plži, mlži či krabi
- plazi: varan komodský (mladí jedinci), gekon obrovský (Gekko gecko), stínomil druhu Sphenomorphus florensis, užovka druhu Coelognathus subradiata, stromovec bronzový (Dendrelaphis pictus), chřestýšovec běloretý (Cryptelytrops albolabris), zmije řetízková (Vipera russelli), vzácně kareta pravá (Eretmochelys imbricata)
- ptáci: tabon oranžovonohý (Megapodius reinwardt), kur zelený (Gallus varius) a další
- savci:
  - malí savci: krysy (Rattus sp.), myš domácí (Mus musculus), oviječ skvrnitý (Paradoxurus hermaphroditus), makak jávský (Macaca fascicularis)
  - větší savci: prase divoké (Sus scrofa), sambar ostrovní (Cervus timorensis), buvol domácí (Bubalus bubalis), zdivočelé kozy (Capra aegagrus hircus), zdivočelí psi (Canis familiaris)
- vejce plazů i želv

Čerstvě vylíhlí varani se živí především hmyzem (kobylky, brouci) a malými plazy. Po kořisti pátrají pod kůrou, ve štěrbinách stromů či skal a v trávě. Mladí varani aktivně loví menší pohyblivou kořist, především hlodavce a ptáky. Dospělí jedinci většinou číhají na kořist v záloze, maskovaní ve vegetaci podél stezek zvěře. Často útočí na kořist větší než oni sami.
Dospělí varani výjimečně napadnou i člověka. Někdy také požírají lidské mrtvoly, které vyhrabou z mělkých hrobů. Tento zvyk varanů komodských přinutil vesničany z ostrova Komodo přemístit hroby z písčitých půd na jíloviště, navíc také na hrobech vrší kamenné kupy, aby varanům zabránili v hrabání.
Varan komodský pije tak, že nasaje vodu do tlamy, zvedne hlavu a nechá vodu stéct do hrdla. Během období sucha (od konce dubna do prosince) si vystačí pouze s minimálním množstvím vody. Je-li však voda dostupná, pije dlouho a vydatně, obzvláště po konzumaci větší kořisti.

### Lov akrmení
Když se vhodná kořist dostatečně přiblíží k místu, kde dospělý varan číhá, ten prudce vyrazí vpřed a zaútočí. U menší kořisti útočí přímo na hrdlo, u větší kořisti jako třeba buvoli pak na nohy či břicho. Jeho čelisti nedokážou vyvinout tak silný stisk jako třeba krokodýlí, jsou však uzpůsobeny tak, že zuby proniknou hluboko a působí devastující zranění. Navíc do rány z jedových žláz v dolní čelisti uvolňuje jedovaté látky, mimo jiné zamezující srážení krve. V důsledku toho i když kořist unikne, často rychle zkolabuje následkem šoku a ztráty krve. Varanovi tak stačí jí sledovat a poté dorazit.
Kořist lokalizuje především pomocí čichu (přičemž čichové vjemy sbírá primárně prostřednictvím jazyka skrz Jacobsonův orgán), mrtvé zvíře je schopen vycítit až na vzdálenost 9,5 km. Při útoku dokáže využít i silný ocas. Byly pozorovány případy, kdy varani sráželi prasata či jelení zvěř k zemi právě ocasem.

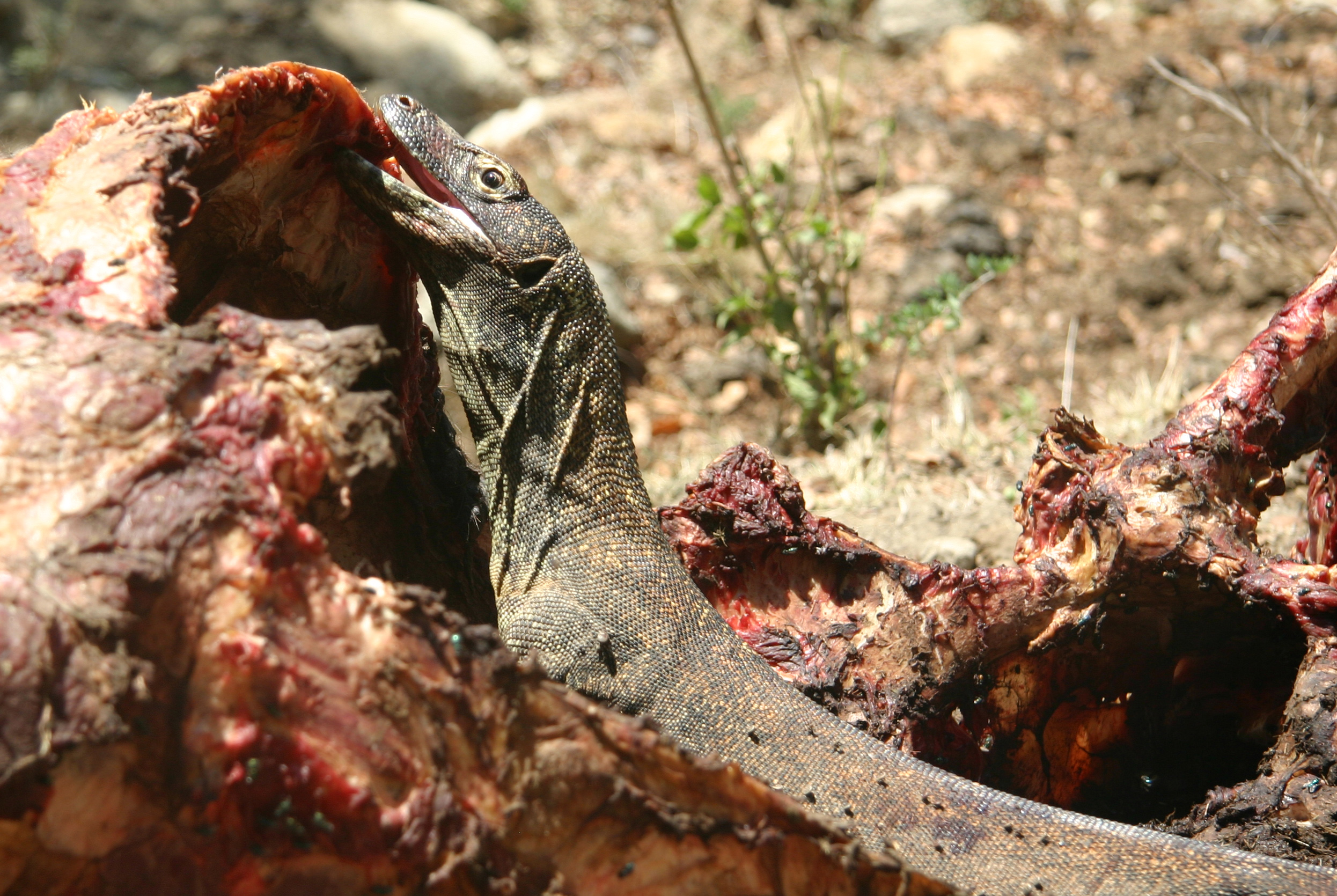
Mladý varan komodský krmící se na zdechlině buvola.

Pach krve či mršiny často přiláká více varanů z širokého okolí. Nejprve žerou největší varani, kteří uplatňují svojí dominanci. Menší jedinci vyjadřují svojí podřízenost řečí těla a rachotivým syčením. Nejsou-li hierarchické vztahy dostatečně vyjasněny, může dojít k boji. Poražený se obvykle stáhne, jsou však známy případy, kdy vítěz svého protivníka zabil a hodoval na něm.

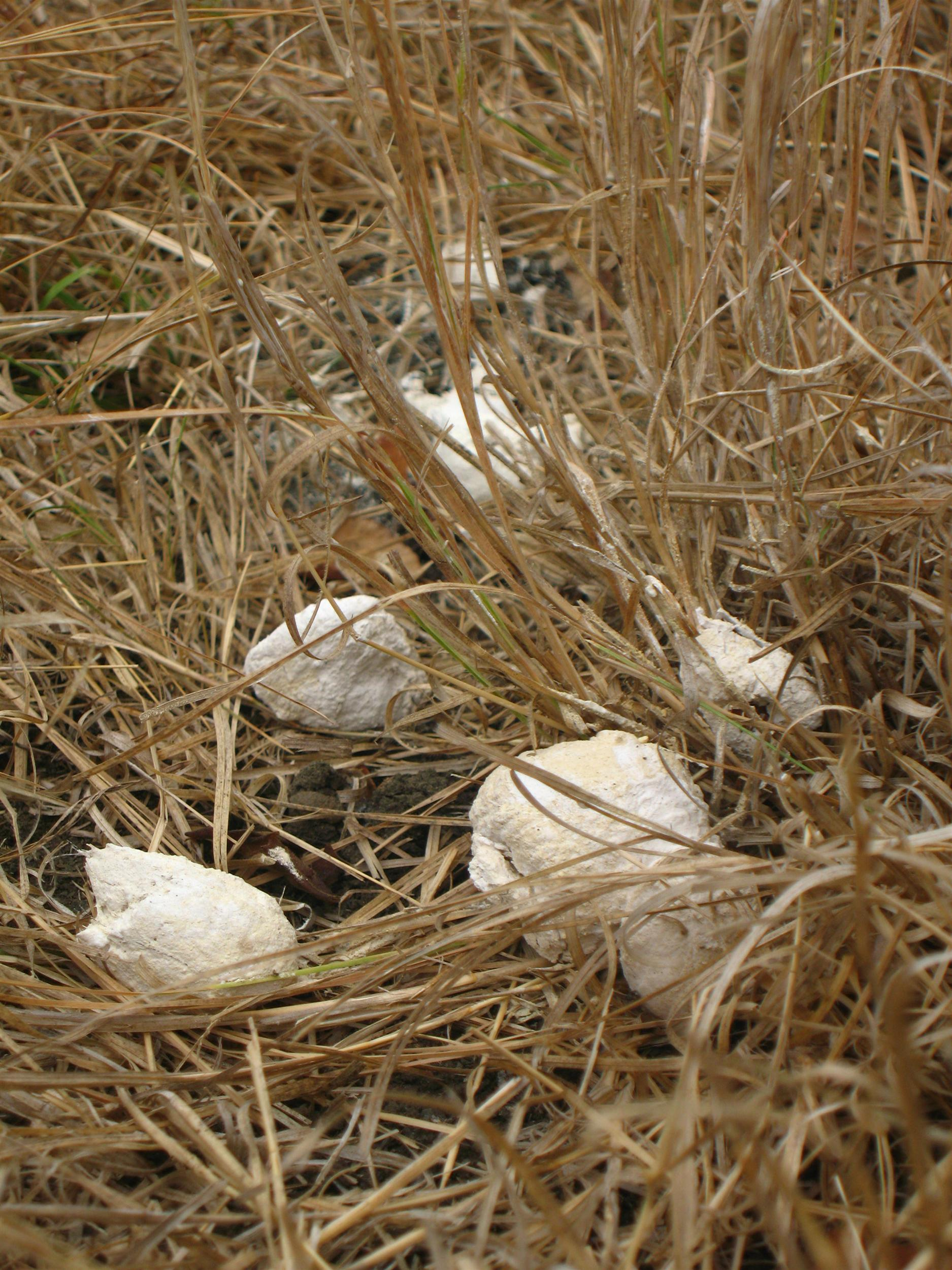
Exkrementy varana komodského mají tmavou část tvořenou stolicí a světlou část tvořenou solemi kyseliny močové (uráty).

Menší kořist jako kolouch či sele je díky volným čelistním kloubům, flexibilní lebce a roztažitelnému žaludku schopen spolknout celou najednou. Větší kořist obvykle nejprve vyvrhne (úmyslně se vyhýbá konzumaci obsahu žaludku a střev), pak si ji přidržuje předníma nohama a vytrhává z ní velké kusy masa, které polyká vcelku. Pod jazykem má úzkou trubici vedoucí do plic, která mu během polykání umožňuje dýchat. Rychlost konzumace potravy je poměrně vysoká, Auffenberg dává za příklad situaci, kdy velký varan zabil a zkonzumoval celou 25 kg vážící dospělou kozu za necelou půlhodinu. Během jednoho krmení je schopen spořádat kořist o ekvivalentu 80 % své tělesné váhy. Zásluhou pomalého metabolismu si v nouzi vystačí i s pouhými 12 krmeními ročně. Po natrávení potravy vyzvrací nestravitelné části, jako rohy, chlupy a zuby, vše obalené páchnoucím slizem. Následně si otírá tlamu do hlíny či do listí, aby se zbavil zbytků slizu, pach vlastních výměšků mu zřejmě není příjemný.

### Jedovatost

#### Bakterie
Některé dřívější studie tvrdily, že sliny varana komodského obsahují množství toxických bakterií, které mu pomáhají rychleji skolit kořist. Výzkum z roku 2013 však ukázal, že sliny varanů komodských se složením nijak výrazně neliší od slin jiných predátorů. Bylo zjištěno, že plaz má ústní hygienu na překvapivě vysoké úrovni. Po skončení krmení stráví 10–15 minut olizováním a očišťováním tlamy o listy. Jako fámy se ukázaly zvěsti, že varani komodští nechávají zbytky potravy viset z tlamy a zahnívat, aby kultivovali bakterie ve slinách. Pozorování, při kterých kořist varanů zemřela následkem septického šoku, lze tak spíše připsat zvyku buvolů při ohrožení utíkat do vody, ve které ovšem často bývají výkaly a jiné nečistoty, které snadno mohou být příčinou infekcí. Zmíněná studie z roku 2013 zahrnovala 10 dospělých a 6 mladých varanů ze tří amerických ZOO.

#### Jed
Koncem roku 2005 vyslovili výzkumníci z University of Melbourne domněnku, že varan obrovský (Varanus giganteus), další druhy varanů a agamovití ještěři (například agama australská) mohou být do určité míry jedovatí. Podle týmu bezprostředním efektem kousnutí těchto ještěrů je lehká otrava. Kousnutí do prstů způsobená varanem pestrým (Varanus varius), varanem komodským či stromovým varanem druhu Varanus scalaris měla velmi podobné následky: prudký otok, lokální porucha srážení krve a bolest vystřelující až k lokti. Některé symptomy vydržely několik hodin.
V roce 2009 stejná skupina vědců publikovala další důkazy svědčící o tom, že kousnutí varana komodského je jedovaté. Magnetická rezonance ukázala přítomnost dvou jedových žláz v dolní čelisti. Výzkumníci vyoperovali jednu z těchto žláz z tlamy smrtelně nemocného varana ze ZOO v Singapuru a zjistili, že produkuje několik různých jedovatých bílkovin. Známé efekty těchto bílkovin zahrnují zamezení srážení krve, snížení krevního tlaku, svalovou paralýzu a hypotermii, což by dohromady vedlo k šoku a bezvědomí pokousané oběti. V důsledku tohoto objevu byla zpochybněna předchozí hypotéza o jedovatých bakteriích ve slinách.
Výše uvedené studie se po své publikaci dočkaly mezi odborníky z oboru značně rozporuplného přijetí. Do té doby byli totiž za jediné jedovaté ještěry považováni korovcovití (Helodermatidae). Vnitřní taxonomie řádu šupinatých (Squamata) je od rozvoje molekulární analýzy na počátku 21. století předmětem vyhrocených diskusí, kdy se ostře střetávají koncepce založené na morfologii a na molekulární analýze. Tyto spory zatím nedospěly ke konsenzu. Akceptování závěrů zmíněných studií znamená významnou podporu pro existenci hypotetického kladu Toxicofera (řec. „ti, kdo mají jed“), zahrnujícího skupiny Iguania (leguáni, agamy, chameleoni), Anguimorpha (varani, slepýšovci, korovci) a Serpentes (hadi), a tedy pro koncepce založené na molekulární analýze.
V roce 2019 vyšla další studie potvrzující antikoagulační účinek sekretů varanovitých. Účinné látky obsažené v sekretu štěpí glykoprotein fibrinogen, který je pro srážení krve u obratlovců nezbytný. Zůstává však otázkou, nakolik varani komodští skutečně využívají jedu ve svých slinách k aktivní predaci (lovu).

### Rozmnožování, dožití

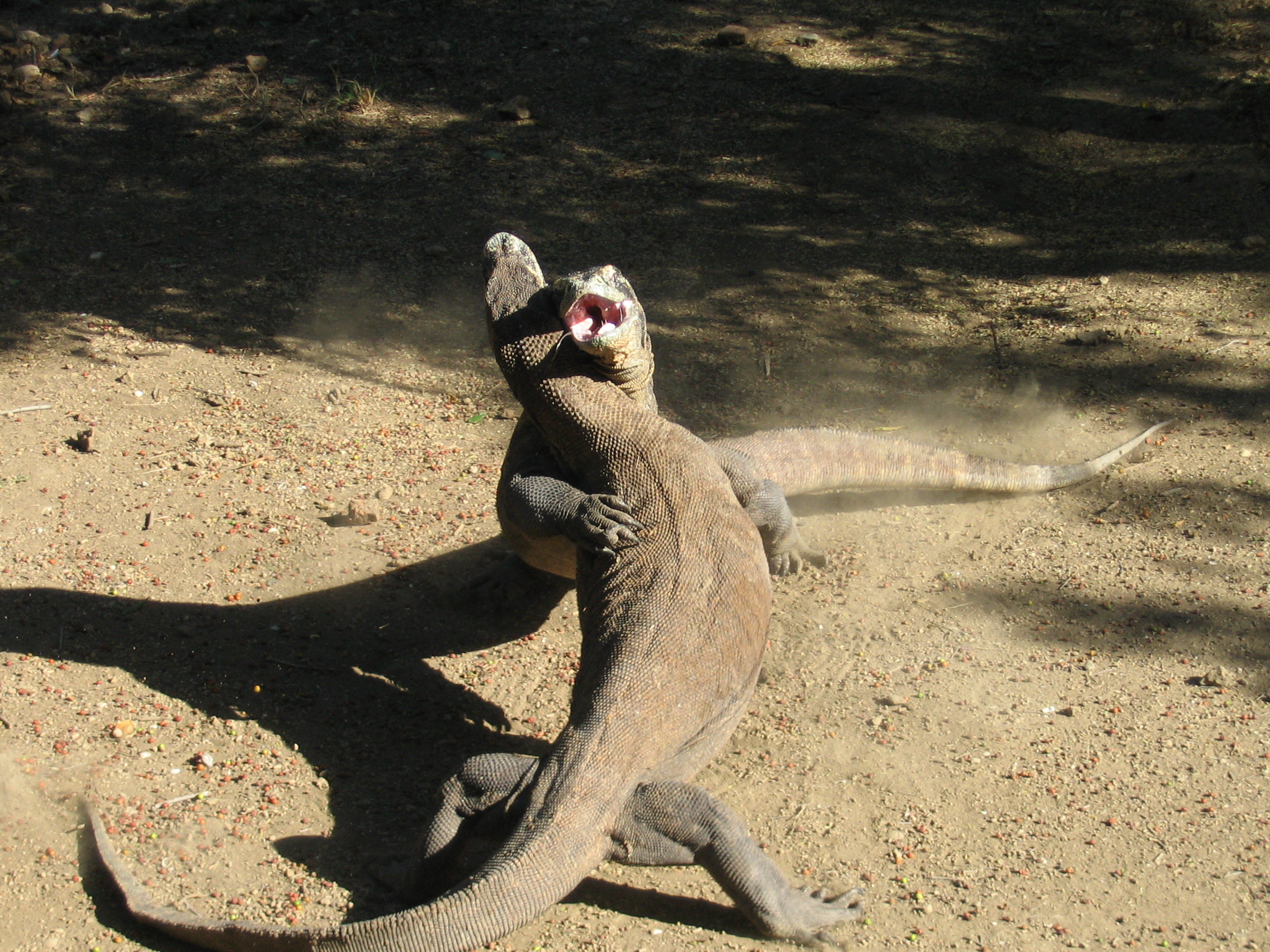
Souboj mezi dvěma varany komodskými

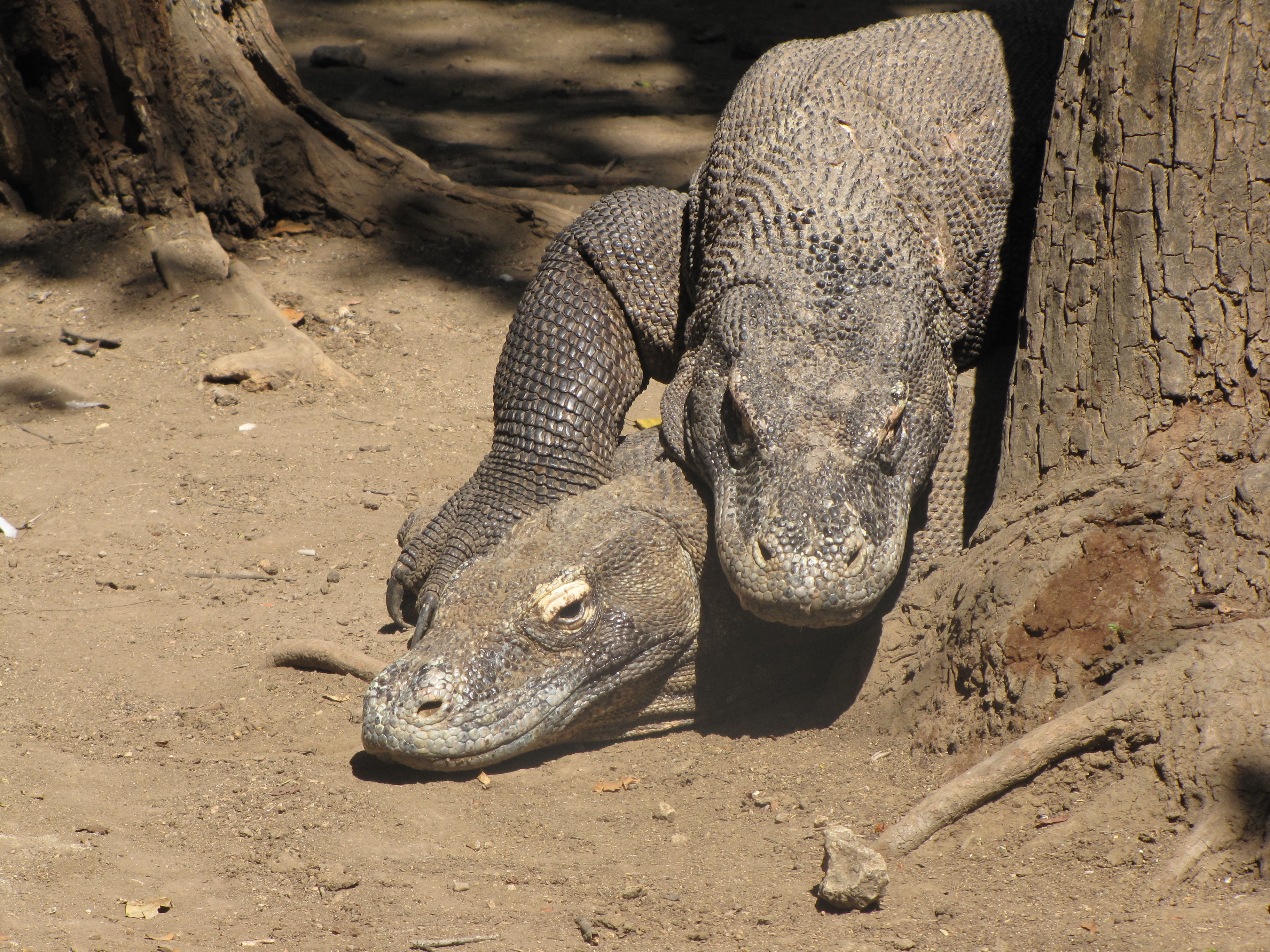
Pářící se varani komodští

Páření se odehrává mezi květnem a srpnem, doba pro kladení vajec končí v září. K páření často dochází po společném krmení, jelikož to je jedna z mála příležitostí, kdy se dospělí varani setkávají a alespoň částečně tolerují. Setkají-li se samci přibližně stejné velikosti, může dojít k boji. Ten často končí vážným zraněním či dokonce smrtí jednoho ze soupeřů. Bojovými prostředky jsou kousání, drápání i údery ocasem. Souboj začíná obvykle vzájemným zastrašováním a napadáním na zemi, může však dojít i na boj ve stoji na zadních nohou, kdy jsou soupeři zaklesnuti do sebe předními tlapami. Vítězí ten, komu se podaří přitlačit soupeře k zemi. Poražený, pokud přežije, uteče, jsou však známy případy, kdy vítěz poraženého zabil a hodoval na něm. Součástí přípravy na souboj může být i zvracení či kálení.
Pářící rituál zahajuje samec doteky jazyka a olizováním samice na citlivých místech jako tváře, oblasti před ušními otvory či slabiny zadních nohou. Rovněž se objevuje šťouchání čenichem. Samice se může projevovat asertivně či se dát na útěk. Samec proto musí samici nejprve zpacifikovat (přitlačit k zemi a znehybnit), přičemž jí drápe po zádech a může ji i kousnout do krku. Kopulace probíhá vsunutím jednoho ze dvou hemipenisů do kloaky samice. Varani komodští mohou vytvořit stálý pár, což je u plazů velmi neobvyklé.
Samice kladou vejce od srpna do září, přičemž využívají různé typy míst; ve studii provedené v hnízdní sezóně 2002/2003 nakladlo 61 % sledovaných samic vejce do pozemních hnízd tabonů oranžovonohých (Megapodius reinwardt), 19,5 % do vlastního hnízda na rovné ploše a zbylých 19,5 % do vlastního hnízda v kopcovitém terénu. Samice obvykle vytváří několik falešných hnízd, aby co nejvíce zmenšila pravděpodobnost, že jiní varani najdou a sežerou její vejce. Snůška obsahuje v průměru 20 vajec, jejichž inkubační doba činí 7 až 8 měsíců. Vejce jsou pružná, s hladkou, na pohmat koženou skořápkou. Jejich velikost se může značně lišit i v rámci jedné snůšky. Délka se pohybuje v rozmezí 55–115 mm, průměr 42–66 mm, váha 55–210 gramů.
Líhnutí je pro malé varany značně vyčerpávající činností. Aby snáze pronikli skořápkou, jsou vybaveni vaječnými zuby, které jim krátce po vylíhnutí vypadnou. Po vyklubání malí varani několik hodin odpočívají ve zbytcích skořápky, než se začnou prohrabávat ven z hnízda. Jsou téměř bezbranní a tudíž zranitelní vůči predátorům. U 16 čerstvě vylíhlých varanů z jedné snůšky bylo provedeno měření s následujícím výsledkem: průměrná délka 46,5 cm, průměrná váha 105,1 g.
Mladí varani komodští v prvních měsících a letech života většinu času tráví pobytem na stromech, kde jsou v relativním bezpečí před predátory, včetně kanibalistických dospělých jedinců. Podle odhadů tvoří mladí varani zhruba 10 % potravy dospělců. Kanibalismus může být v tomto případě výhodou, která varanům komodským napomohla udržet si jejich mimořádné rozměry, jelikož větší kořist je na ostrovech, kde žijí, vzácná. Mladí varani se válejí ve výkalech či vnitřnostech mrtvých zvířat, aby odradili hladové dospělé varany. Trvá zhruba 6 až 9 let, než dosáhnou dospělosti. Samci dospívají při hmotnosti asi 17 kg. Dožívají se maximálně 30 až 40 let.

#### Partenogeneze

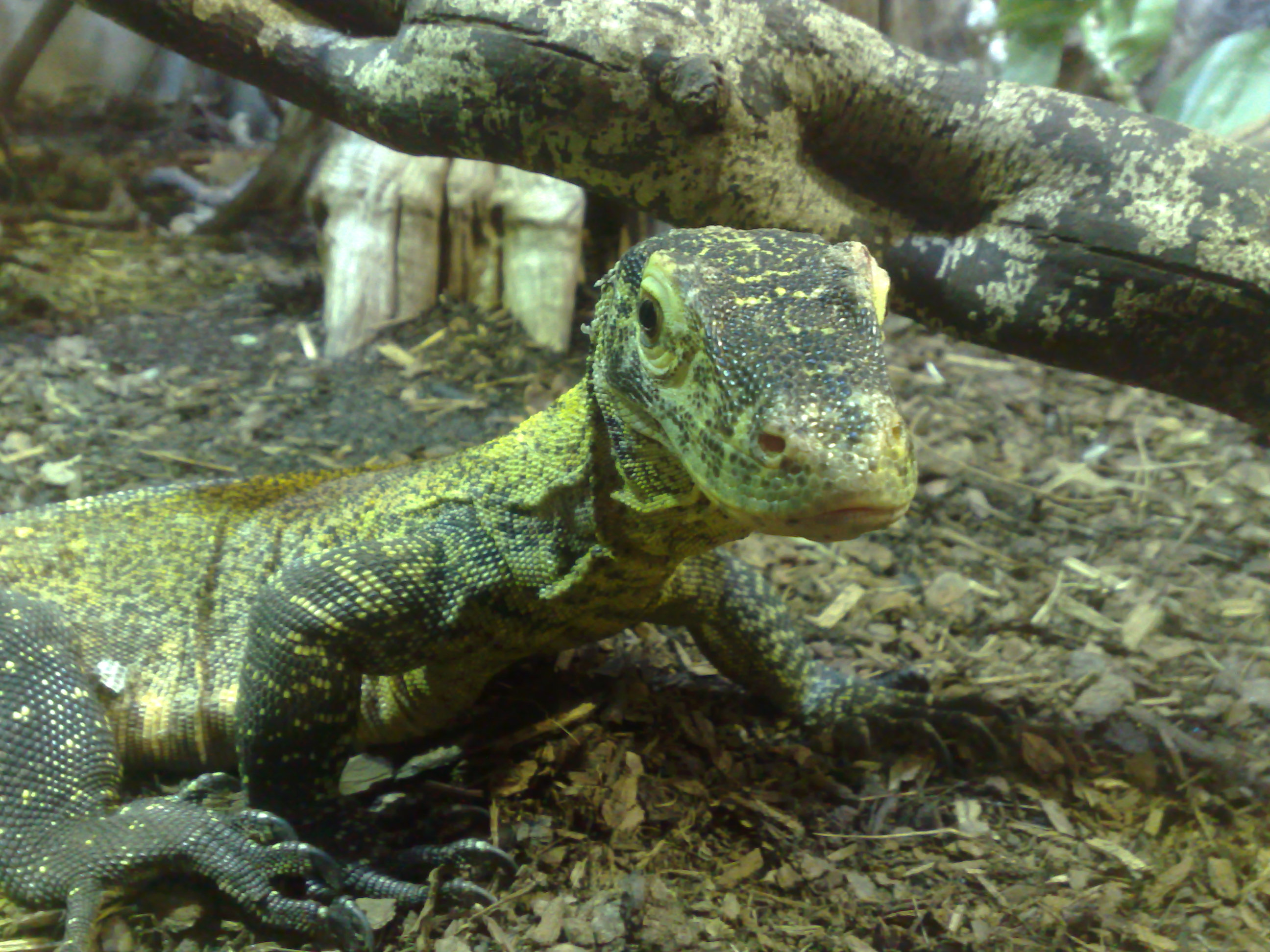
Mladý varan komodský narozený prostřednictvím partenogeneze, ZOO v Chesteru, Anglie

U varanů komodských byla prokázána schopnost partenogeneze – samice jsou schopny vyprodukovat potomky i bez toho, že by jejich vajíčka byla oplozena samcem. Všichni partenogeneticky zrození potomci jsou přitom samci.
První zaznamenaný případ partenogeneze se odehrál v roce 2005 v londýnské ZOO, když samice Sungai, která byla oddělena od samce více než dva roky, snesla snůšku vajec, ze kterých se úspěšně vylíhla mláďata. Vědci se původně domnívali, že samice byla schopna uchovat si sperma z dřívějšího páření se samcem, což je jev známý jako superfekundace. Další případ se však objevil o rok později v ZOO v Chesteru (opět v Anglii). Úspěšně se zde vylíhlo sedm vajec, všichni malí varani byli samčího pohlaví. Samice Flora, jejich matka, však nikdy nepřišla do styku se samcem. Tři vejce, kterým se po přenesení do inkubátoru propadla skořápka, byla podrobena genetické analýze, která prokázala, že ke zrodu mláďat došlo prostřednictvím partenogeneze. Po tomto zjištění byly provedeny genetické testy i u Sungai a jejích potomků, se stejným výsledkem.
U varanů komodských (stejně jako u mnoha dalších plazů či ptáků) je pohlaví potomků určováno pohlavním chromozomem, který je ve vajíčku (buď Z nebo W). Samice jsou heterogametické (ZW), samci homogametičtí (ZZ). Protože bylo potomstvo výhradně samčí, vejce nebyla nakladena rovnou jako diploidní v důsledku neproběhnutí redukčního dělení v některém z vaječníků (to by byla ZW). Flořina neoplodněná vejce byla spíše nakladena jako haploidní (n) a teprve později se stala diploidními (2n) buď zásluhou oplodnění vlastním polárním tělískem nebo duplikací chromozomů bez buněčného dělení. Když se varaní samice (s pohlavními chromozomy Z a W) rozmnožuje tímto způsobem, vybaví potomky vždy jen jedním chromozomem z každého chromozomového páru, resp. pouze jedním ze dvojice pohlavních chromozomů Z, W. Tento soubor chromozomů je ve vejci následně zduplikován. Zárodek, který obdrží chromozom Z, bude mít jako výsledek dvojici chromozomů ZZ, což je standardní výbava samce. Zárodek, který obdrží chromozom W, má ve výsledku se životem nekompatibilní dvojici WW a přestává se vyvíjet. Ve výsledku to znamená, že šanci na vylíhnutí má zhruba polovina vajec a všichni takto narození potomci budou samci.
Spekuluje se, že tato reproduktivní adaptace umožňuje osídlení izolované ekologické niky (například ostrova) jen díky jediné samici, která pomocí partenogeneze zplodí samčí potomky a vytvoří tak reprodukce schopnou populaci (páření zmíněné samice s libovolným z potomků má již za výsledek potomky obou pohlaví). Přes výhody takovéto adaptace jsou zoologické zahrady chovající varany komodské nabádány k ostražitosti, jelikož partenogeneze může mít škodlivý vliv na populaci v důsledku snižování genetické diverzity.

## Úmrtnost, parazité anemoci
Nově vylíhlí varani mají asi 10% naději, že se dožijí dospělosti. Mladí jedinci (především s délkou pod 1 m) se často stávají terčem predátorů, včetně dospělých jedinců vlastního druhu. Mezi další predátory nebezpečné mladým varanům patří divocí psi, divoká prasata, oviječi, draví ptáci a některé druhy hadů. Na Floresu pak také makak jávský a varan Salvadoriův. Dospělí varani přirozené predátory nemají. Častou příčinou smrti dospělých varanů jsou však zranění způsobená kořistí při lovu. Obzvláště během suché sezóny také dochází k úmrtím hladem. Doložena jsou i udušení při kolapsu nory.
Ohledně nemocí varanů komodských nebylo zatím shromážděno dostatek informací.
Z ektoparazitů byla na varanech komodských zjištěna klíšťata druhů Aponomma komodoensis, Amblyomma robinsoni a Amblyomma helbolum. U divokých varanů se přichytávají především na hřbetě a bocích. Z endoparazitů pak tasemnice rodů Duthiersia a Acanthotaenia.

## Varan komodský ačlověk

### Objevení západním světem

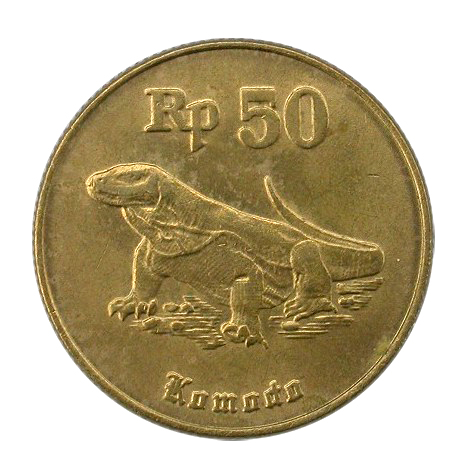
Indonéská mince v hodnotě 50 rupií s motivem varana komodského (ražená v letech 1991–1998)

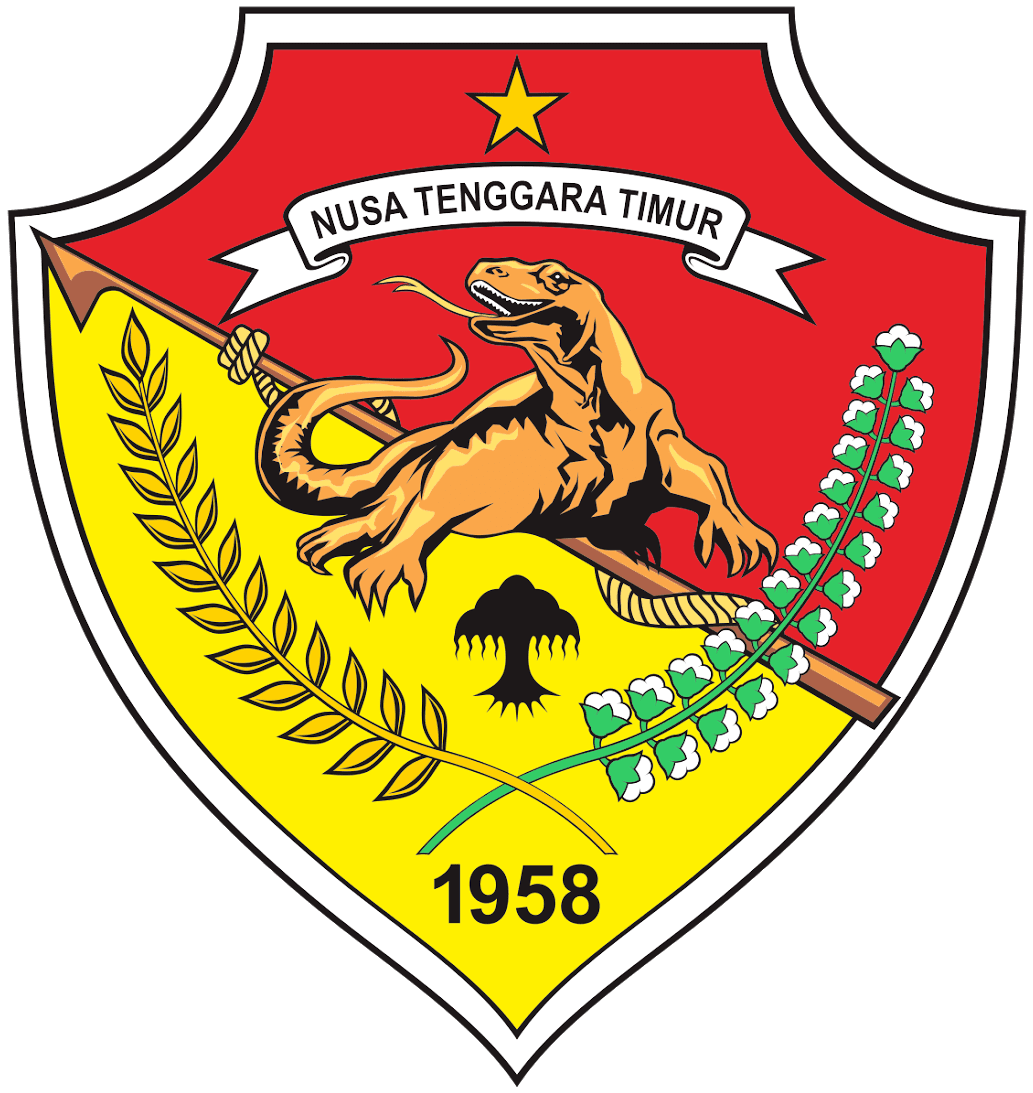
Varan komodský na znaku indonéské provincie Východní Nusa Tenggara

Varan komodský byl poprvé zdokumentován Evropany v roce 1910, když se zvěsti o „zemních krokodýlech“ z ostrova Komodo donesly holandské koloniální správě. Ta pověřila poručíka van Steyna van Hensbroeka velením expedice, která měla tyto zvěsti prověřit. Výprava přivezla fotografie i kůže několika zabitých exemplářů. Na jejich základě druh vědecky popsal kurátor Zoologického muzea v Bogoru na Jávě Peter Ouwens. Jeho zpráva byla publikována v roce 1912 a rychle se rozletěla do celého světa. Na ostrov se v touze po neobyčejných trofejích začali sjíždět lovci a varany vybíjeli. Holandská správa si naštěstí rychle uvědomila, že tímto způsobem by se druh rychle ocitl na pokraji vyhubení. První opatření na jeho ochranu byla vyhlášena již v roce 1915. Sportovní lov byl zakázán, omezen byl i odchyt k vědeckým účelům, který mohl probíhat pouze na povolení. První dva živí varani komodští v Evropě byli součástí expozice plazů v londýnské ZOO, kde tvořili hlavní atrakci při slavnostním otevření pavilonu v roce 1927.
Americká expedice Williama Douglase Burdena z roku 1926, která z ostrova Komodo přivezla 12 vypreparovaných a 2 živé varany, se stala inspirací pro slavný film King Kong z roku 1933. Tři vypreparované exempláře z této výpravy jsou vystaveny v Americkém přírodovědném muzeu v New Yorku.

### Studie
První vědecká zpráva vycházející z pozorování varanů komodských v zajetí pochází od anglické herpetoložky Joan Beauchamp Procterové, která je studovala v londýnské ZOO a své výsledky prezentovala na setkání Zoologické společnosti v Londýně v roce 1928.
Druhá světová válka expedice na ostrov Komodo zastavila, k obnovení činnosti v tomto směru došlo až v 50. a 60. letech. Roku 1955 celkem 6 týdnů pobýval na ostrovech Komodo, Rintja a Padar nizozemský zoolog Andries Hoogerwerf. V roce 1969 strávil na ostrově Komodo studiem varanů komodských 11 měsíců americký biolog Walter Auffenberg. Během této doby se svým týmem odchytil a označkoval více než 50 jedinců. V roce 1971 pak po dva měsíce studoval varany komodské na ostrově Flores. Jeho výzkumy měly neocenitelný přínos pro chov druhu v zajetí. Na Auffenbergovy výzkumy později navázali další vědci, například italský biolog Claudio Ciofi.

### Útoky na člověka
Přímému kontaktu s člověkem se varan komodský obvykle vyhýbá. Mladí jedinci jsou velmi plaší a utíkají do úkrytu, pokud se člověk přiblíží na méně než 100 m. Starší jedinci obvykle také ustoupí, pokud se člověk více přiblíží. Cítí-li se v ohrožení, otevírají tlamu, „nafukují“ hrdlo, syčí a kmitají ocasem. Řada popsaných útoků na člověka byla zřejmě způsobena v sebeobraně, jsou však doloženy i útoky nevyprovokované. Auffenberg konkrétně zmiňuje útoky na osoby ležící či spící ve vysoké trávě, která umožní varanovi nepozorovaně se přiblížit.
Podle dat z Národního parku Komodo bylo správě parku mezi lety 1974 a 2012 nahlášeno celkem 24 útoků varana komodského na člověka, z toho 5 smrtelných. U obětí se většinou jednalo o vesničany žijící v okolí národního parku.
Zdokumentované útoky zahrnují:
- v roce 2001 napadl varan komodský Phila Bronsteina, investigativního novináře a (tehdejšího) manžela herečky Sharon Stoneové, při exkurzi do výběhu varanů v losangeleské zoo (viz též níže);
- v roce 2007 zabil varan komodský na ostrově Komodo 8letého chlapce;
- v roce 2008 byla skupina potápěčů vyplavena na ostrov Rinca, kde byli opakovaně napadáni varany komodskými; vysvobození se dočkali teprve po dvou dnech, kdy je nalezli indonéští záchranáři;
- v roce 2009 byl na ostrově Komodo zabit 31letý místní vesničan dvojicí varanů komodských poté, co spadl ze stromu;
- v roce 2009 byl na ostrově Komodo napaden strážce parku varanem komodským, který vlezl do jeho úřadovny a schoval se pod stolem; strážce utrpěl krvavá zranění, ale přežil;
- v roce 2017 byl na ostrově Komodo napaden varanem komodským 50letý singapurský turista; přežil, ale jeho levá noha byla vážně pochroumána.[93]

## Populace aochrana

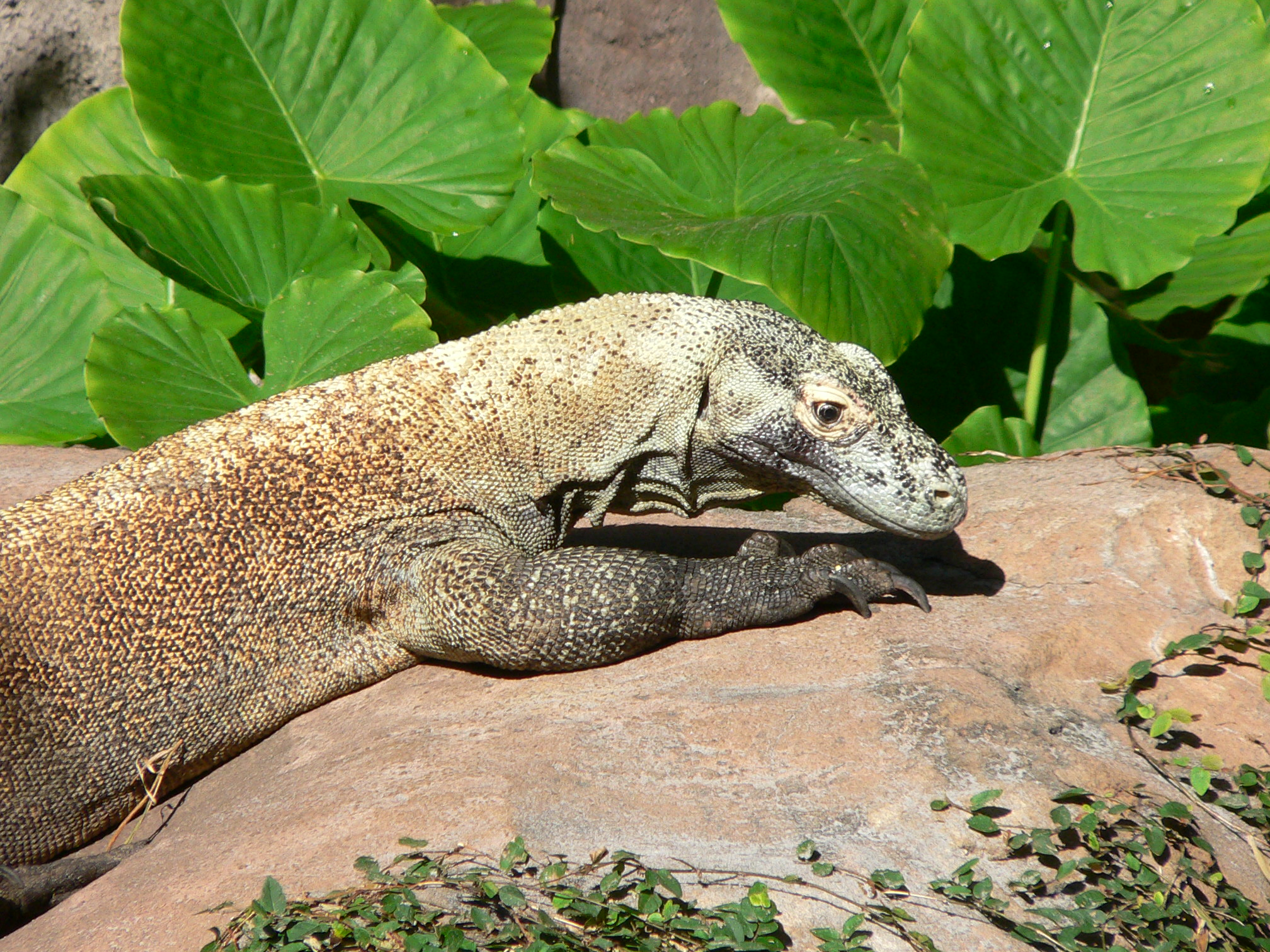
Slunící se varan komodský

Varan komodský je veden IUCN jako ohrožený druh. V roce 1980 byl na jejich ochranu zřízen Národní park Komodo zahrnující ostrovy Komodo, Rinca, Padar, Gili Motang a Nusa Kode a mající celkovou rozlohu 1817 km2. Později ještě byly založeny rezervace Wae Wuul (1985) a Wolo Tado (1992) na ostrově Flores, za účelem ochrany tamních populací.
K rizikovým faktorům pro varaní populaci patří vulkanická aktivita, zemětřesení, ztráta přirozeného prostředí, požáry, ubývání přirozené kořisti kvůli pytláctví, turismus a ilegální lov. Varan komodský je uveden v příloze I CITES, mezi druhy, se kterými je veškerý mezinárodní obchod zakázán.
Studie provedená v Národním parku Komodo publikovaná v roce 2014 odhadovala zdejší populaci varanů komodských na 2448 jedinců, z toho 1166 na Komodu, 1185 na Rince, 44 na Gili Motangu a 53 na Nusa Kode. Zatímco populace na velkých ostrovech Komodu a Rince byly hodnoceny jako stabilní, populace na ostrůvku Gili Motang vykazovala dlouhodobý pokles. Populační trend na Nusa Kode se nezdařilo uspokojivě určit. Populace na ostrově Padar byla v té době považována za vyhynulou, neboť poslední jedinci zde byli spatřeni roku 1975. Obecně uznávaná hypotéza zní, že varani komodští odtud vymizeli následkem prudkého poklesu populací větších kopytníků, za kterou bylo pravděpodobně odpovědné pytláctví.
Populace na ostrově Flores jsou daleko méně zmapovány. Výsledky studie provedené v rezervaci Wae Wuul publikované v roce 2015 ukázaly nižší populační hustotu oproti Komodu či Rince, blízkou spíše malým ostrůvkům Gili Motang nebo Nusa Kode. Podle autorů studie může jít i tak o jednu z nejvyšších populačních hustot mimo Národní park Komodo. Ve srovnání s ostrovními populacemi však populace ve Wae Wuul vykazovala vyšší genetickou diverzitu. Možnými důvody může být, že Wae Wuul slouží jako koridor pro genetickou výměnu s jedinci se vzdálenějších pobřežních populací, případně místní varani mohou být zbytkem kdysi velké populace ze západního Floresu, na jehož genetické diverzitě se ještě nestačila projevit fragmentace a tlak ze strany člověka.
Zpráva IUCN vydaná v roce 2021 a reflektující stav k roku 2019 odhaduje dospělou populaci na 1383 jedinců, respektive 3458 varanů při započtení subadultních jedinců. 68 % z nich se nalézá na ostrovech Komodo a Rinca. Méně než 100 varanů žije na Gili Motangu a Nusa Kode. Nejmenší subpopulace se nachází na Padaru a na severozápadě Floresu; v obou místech žije méně než 10 jedinců.

## Chov vlidské péči

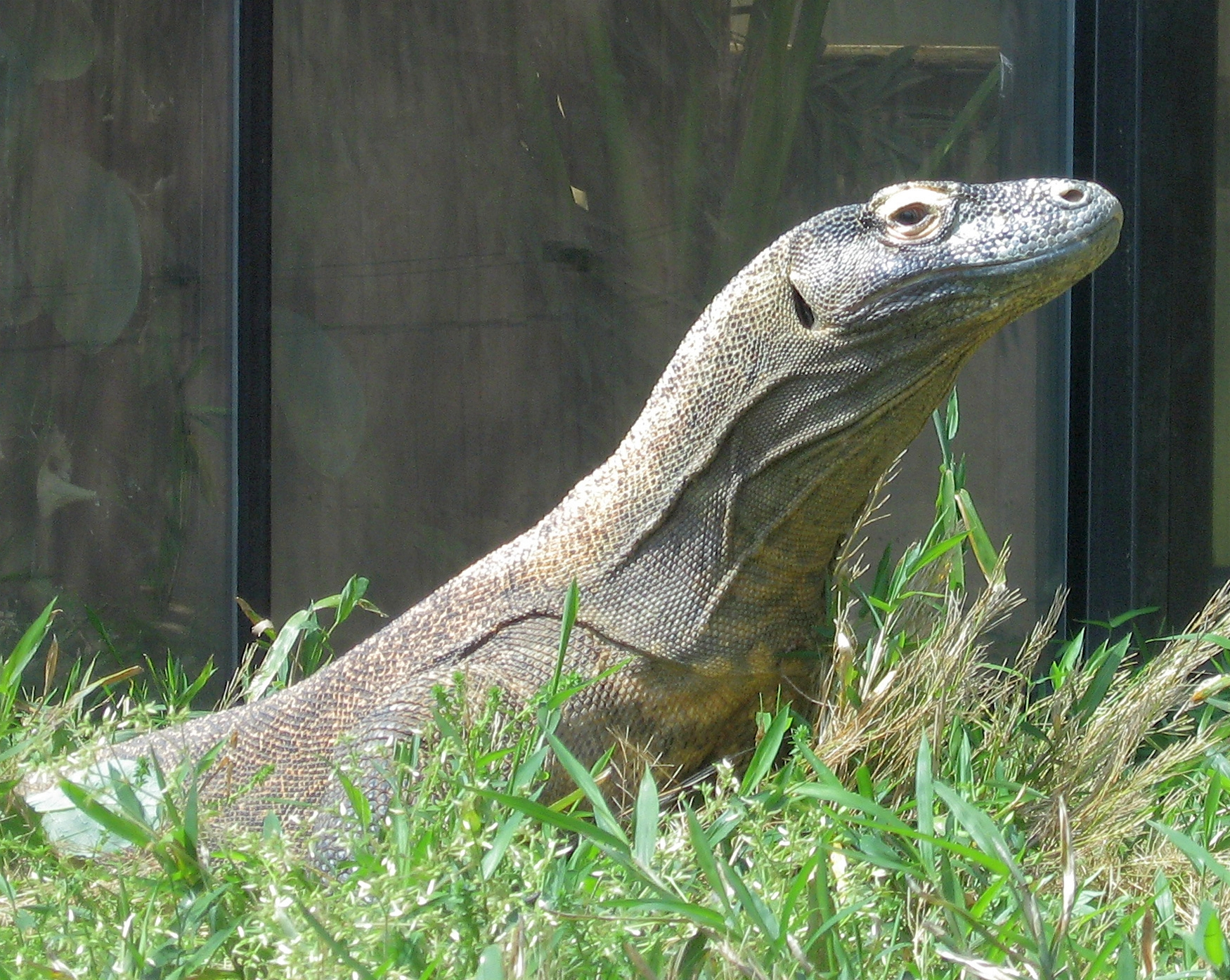
Profil varana komodského s dobře viditelným ušním otvorem. Rozsah zvuků, které jsou varani schopni slyšet, je výrazně nižší, než u člověka.

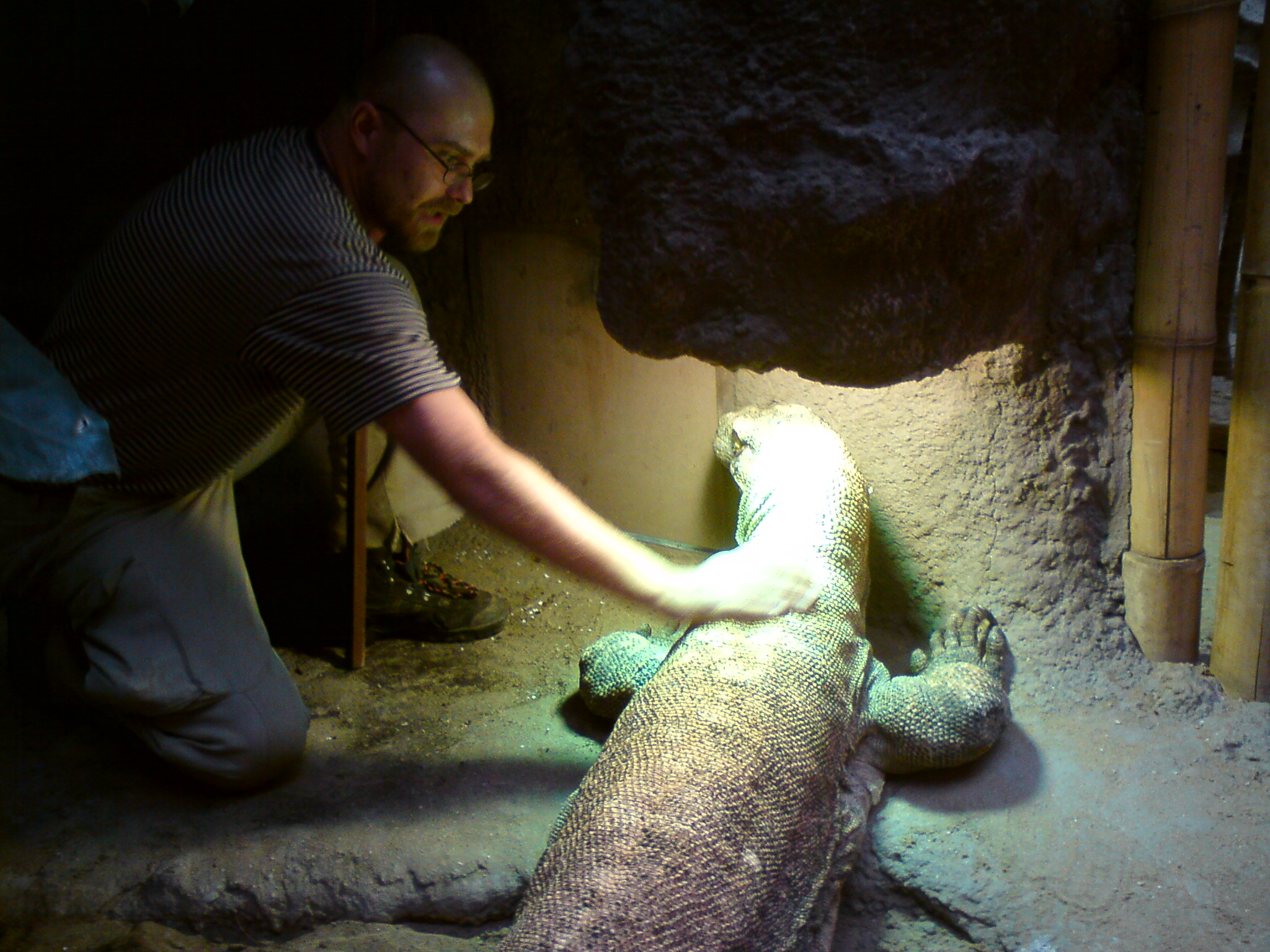
Varan komodský s ošetřovatelem

Varani komodští jsou zásluhou své velikosti a reputace populárními chovanci zoologických zahrad. Přesto jsou v zoo poměrně vzácní, neboť jedinci odchycení z přírody bývají náchylní k parazitickým i jiným infekcím, navíc jejich rozmnožování není vůbec snadné.
První živí komodští varani mimo Indonésii byli k vidění v zoo v Bronxu v New Yorku v roce 1926. Šlo o dva jedince dovezené Burdenovou expedicí. Oba však brzy uhynuli. V Evropě byli živí varani představeni veřejnosti roku 1927 v londýnské zoo. Další jedinec se dostal v roce 1934 do zoo ve Washingtonu, D. C., ale žil pouhé dva roky. Ani další pokusy s chovem v zajetí nebyly příliš úspěšné, například ve washingtonské zoo se průměrný věk dožití zde chovaných exemplářů pohyboval kolem pěti let. Teprve poznatky, které přinesly studie Waltera Auffenberga z konce 60. let 20. století, zdokumentované v knize The Behavioral Ecology of the Komodo Monitor, dovolily úspěšný chov varanů komodských v zajetí. První mláďata mimo Indonésii se však podařilo odchovat až roku 1992 ve washingtonské zoo. Od té doby se varany komodské daří úspěšně rozmnožovat i v jiných zoo. K nejúspěšnějším institucím v tomto směru se řadí Zoo Praha, kde se první mláďata narodila roku 2007 a od té doby se odchov podařil ještě mnohokrát. Pražská samice Aranka drží světový rekord (mimo Indonésii), když během 7 let nakladla 7 snůšek, ze kterých se narodilo celkem 47 mláďat.
Většina jedinců v zajetí celkem rychle zkrotne, naučí se rozlišovat mezi svými ošetřovateli a dávat jim najevo své preference. Varani komodští byli pozorováni, jak si hrají s nejrůznějšími objekty včetně lopat, plechovek, plastových kruhů a bot. Toto chování se nezdá být motivováno touhou predátora po jídle.
I zdánlivě ochočení varani ovšem mohou být nepředvídatelní a agresivní, zvláště když se v jejich teritoriu ocitne někdo neznámý. V červnu 2001 varan komodský v losangeleské zoo vážně zranil Phila Bronsteina, tehdejšího manžela herečky Sharon Stoneové, když vstoupil na pozvání ošetřovatele do varaní ubikace. Bronstein byl pokousán na holé noze, když mu ošetřovatel před vstupem do expozice řekl, ať si sundá boty a ponožky mající stejnou bílou barvu jako krysy, kterými byl varan krmen, tudíž by jej mohly vyprovokovat. Bronstein ze spárů varana sice unikl, ale přetrhané šlachy na jeho chodidle museli napravovat chirurgové.
K lednu 2021 byl v rámci Evropské asociace zoologických zahrad a akvárií varan komodský chován celkem v 38 institucích v Evropě a v Izraeli.
V Česku chová varany komodské kromě již zmíněné Zoo Praha (od 2004) ještě Zoo Brno (odchov z Prahy od 2012). Poprvé se v ČR objevili koncem roku 1997 v Zoo Plzeň, zdejší chov byl ale ukončen v roce 2016.